# Kotlina Naryńska
Kotlina Naryńska (kirg.: Нарын өрөөнү, Naryn öröönü; ros.: Нарынская котловина, Narynskaja kotłowina) – kotlina śródgórska w środkowym Kirgistanie, w Tienszanie Wewnętrznym, w środkowym biegu rzeki Naryn. Leży na wysokości 1300–3000 m n.p.m. Rozciąga się na długości ok. 300 km i szerokości do 50 km. Wzdłuż prawego brzegu Narynu występują badlandy. Dominuje roślinność piołunowo-słonoroślowa oraz stepowa. Klimat kontynentalny z mroźną, prawie bezśnieżną zimą i stosunkowo chłodnym latem. Średnia temperatura w styczniu wynosi od -15 do -18 °C, natomiast w lipcu od 15 do 17 °C. Roczna suma opadów wynosi tu w granicach 200–300 mm. Największym miastem w kotlinie jest Naryn.